# Pekach
Pekach (hebr. פקח, asyr. Pekaha) – osiemnasty władca królestwa Izraela (państwa północnego), syn Remaliasza, opisywany w 2 Księdze Królewskiej. Panował w latach 740–732 p.n.e.
Był tarczownikiem poprzedniego władcy, Pekachiasza. Zamordował go i przejął po nim tron. Dołączył do antyasyryjskiej koalicji, która utworzyła się pod kierownictwem Aramu-Damaszku. Wraz z królem Aramu, Resinem, obległ Jerozolimę, chcąc zmusić króla Judy Achaza do dołączenia do koalicji lub też zastąpić go swoim kandydatem do tronu. Koalicja została jednak zmuszona do odwrotu przez sprzymierzonego z Achazem króla Asyrii Tiglat-Pilesera III. Państwo Pekacha zostało mocno osłabione najazdem Asyryjczyków: „(...)wtargnął Tiglat-Pileser, (...) i zajął Ijjon, Abel Bet-Maaka, Janoach, Kedesz, Chacor, Gilead, Galileję, cały kraj Naftalego, a pojmanych przesiedlił do Asyrii”. (2Krl 15,29).
Został zabity w wyniku przewrotu pałacowego Ozeasza, który przejął po nim tron.